# 望子成虫
《望子成虫》（英語：I Will Finally Knock You Down, Dad!）是1984年上映的一部香港電影，由徐虾执导，叶佳编剧，钱小豪等人出演，该作主要讲述的是一个执跨子弟最后因为一些原因而改变的故事。

## 劇情簡介
阿松是一个阔少，不喜欢习武，并且该爱惹是生非，不过后来经历了很多事情后，他决定苦练功夫，振兴家业。

## 演员
- 钱小豪
- 陈观泰
- 萧德虎
- 梁心
- 郭军城
- 张石庵
- 李丽丽
- 罗烈
- 董骠
- 西瓜刨

## 備註
1. ↑  . 2003年.
2. ↑  苏涛. . 2007年.
3. ↑  Bey Logan. . 1996年.
4. ↑  John Charles. . 2000年.
5. ↑  Daniel O'Brien. . 2003年.

## 相關連結
- 互联网电影数据库（IMDb）上《望子成虫》的资料（英文）
- 豆瓣电影上《望子成虫》的資料 （简体中文）
- 香港影庫上《望子成虫》的資料（繁體中文）